# Leon Van Der Neffe
Leon Van Der Neffe is een personage uit de stripserie De Kiekeboes. Hij is de onsympathieke, snobistische en racistische buurman van Marcel Kiekeboe. Hij maakte zijn debuut in het album De dorpstiran van Boeloe Boeloe (1978).

## Oorsprong
Leon Van Der Neffe werd bedacht op aandrang van de toenmalige hoofdredacteur van Het Laatste Nieuws die graag wou dat Merho de familie Kiekeboe confronteerde met een racistische buurman, als kritiek op discriminatie.
Zijn achternaam, Van Der Neffe, is afgeleid van de Vlaamse dialectuitdrukking, die van der neffe (die van hiernaast) als men naar een buurman verwijst.

## Personage
Leon Van Der Neffe is Kiekeboe's buurman. Hij woont op Merholaan 1A, terwijl de Kiekeboes in 1B wonen. Dit heeft al eens voor de nodige misverstanden gezorgd.

## Karakter
Leon Van Der Neffe is een erg onsympathieke man. In De dorpstiran van Boeloe Boeloe ontpopt hij zich als een racist. Hij is doorgaans erg egoïstisch en weigert geld te geven aan goede doelen (De zwarte Zonnekoning, De kus van Mona). Meestal is hij snel bevooroordeeld over zijn medemensen en kijkt ook geregeld op hen neer. Zijn ex-vrouw, Carmella, had hetzelfde slecht karakter en gedroeg zich erg dominant tegenover hem. Het koppel heeft twee kinderen, een jongetje, Joeksel (Vlaams dialectwoord voor "jeuk" tevens een verwijzing naar de Turkse naam "Yüksel") en een meisje, Froefroe (Vlaams dialectwoord voor pony) die ongeveer even oud als Konstantinopel Kiekeboe zijn. In tegenstelling tot hun ouders zijn Joeksel en Froefroe véél sympathieker. 
Van Der Neffe en Marcel Kiekeboe delen eenzelfde hekel voor elkaar. Ze proberen elkaar voortdurend de loef af te steken en Leon en Carmella houden ook geregeld hun kroost weg bij de Kiekeboes om hun goede naam in ere te houden. In het album De Trawanten van Spih werken de Van Der Neffes en Kiekeboes uitzonderlijk samen om hun verdwenen kinderen terug te zoeken.
Leon Van Der Neffe is beroepsmilitair, rang korporaal (zie Geeeeef acht!, in de oorspronkelijke uitgave was hij echter sergeant), en zijn hobby is Elvis imiteren.
In de vroegere albums was hij een vrij zwart-wit personage dat zich zonder uitzondering onaangenaam gedroeg. Sinds zijn scheiding in het album En in kwade dagen is zijn karakter echter complexer geworden. Hij heeft meer diepgang gekregen en zijn goede kanten komen ook meer in beeld. Via datingsites probeert hij een nieuwe partner te vinden, tot nog toe met weinig succes.

## Familie
In Mysterie op Spell-Deprik wordt vermeld dat Leon ook een bet-overachtergrootoom had, genaamd Wolfgang Amadeus. Hij erft diens eiland in Spell-Deprik omdat hij de enige erfgenaam zou zijn. Dit is in tegenspraak met het feit dat Leon in De wraak van Dédé nog een tweelingbroer, Leo, blijkt te hebben. Leo is cipier in de Ribbedebiegevangenis en conciërge in een appartement. Hij ziet er net zo uit als Leon, beschouwt zich als de hardste der Van Der Neffes (en noemt zijn broer eerder "een zacht eitje"), maar draagt wel een snor, een dunne hangsnor.